# C16H10O7
化学式C16H10O7（摩尔质量：314.25 g/mol）可指：
- 4,5-二羟基-7-甲氧基蒽醌-2-甲酸，CAS号：17636-18-9
- 蟛蜞菊内酯（英语：Wedelolactone），CAS号：524-12-9
- 紫胶酸（英语：Laccaic acid）D（虫漆酸D，虫胶红色素D），CAS号：18499-84-8

|  | 这个同类索引页列出了具有相同分子式的化学物（即同分異構體）条目。 除非您是有意链接至本页，否则应将相应条目的内部链接指向正确的条目。 |